# Karlsfeld
Karlsfeld ist eine Gemeinde am nordwestlichen Stadtrand von München im oberbayerischen Landkreis Dachau.

## Geographie

### Geologie
Das Alpenvorland zwischen Kalkalpen und Donau, in dem sich auch Karlsfeld befindet, liegt auf einem tiefen Senkungsbecken, das seit Millionen von Jahren hauptsächlich aus Abtragungen der Alpen aufgefüllt wird. Im Tertiär wurden dort überwiegend Sand- und Geröllmassen durch Flüsse aus den Alpen abgelagert. Während der nachfolgenden Eiszeiten, deren letzte vor etwa 10.000 Jahren endete, bildeten sich im Alpenbereich große Gletscher- und Schmelzwasserströme, die im Voralpenland Moränenhügel und Schotterebenen zurückließen. Die 55 km breite Münchner Schotterebene, die an den Endmoränen des Isarvorlandgletschers ansetzt, ist eine schiefe Ebene, deren Oberflächenformen in erster Linie durch den würmeiszeitlichen Schotter gebildet werden. Durch Karlsfeld fließt die Würm, die den Starnberger See entwässert und nördlich von Karlsfeld der Amper zufließt. Karlsfeld liegt in einem Niedermoor, dem Dachauer Moos in sehr zentraler Lage.

### Lage
Die Gemeinde grenzt im Norden an die Kreisstadt Dachau und im Süden und Südosten an Münchener Ortsteile Allach und Feldmoching. Westlich liegt die Gemeinde Bergkirchen im Landkreis Dachau.

### Gemeindegliederung
Die Gemeinde hat vier Gemeindeteile (in Klammern ist der Siedlungstyp angegeben):
- Karlsfeld (Stadtrandsiedlung)
- Obergrashof (Dorf)
- Rothschwaige (Dorf)
- Waldschwaige (Weiler)

Zentral liegt der Hauptort Karlsfeld, im Nordosten an der Bundesstraße 471 befindet sich Obergrashof, im Norden die Rothschwaige und im Westen liegt die Waldschwaige.

### Seen, Natur und Naherholung

#### Karlsfelder See
Der Karlsfelder See entstand Anfang der 1940er Jahre, als für den Rangierbahnhof Moosach Kies benötigt wurde und die dadurch entstandene Grube sich allmählich mit Grundwasser füllte. Nach dem Ende des Zweiten Weltkrieges wurde der See bis 1968 durch die US-Armee als Truppenübungsgelände für Schwimmpanzer benutzt. Von 1971 bis 1976 erfolgte der Umbau zu einem Freizeit- und Erholungsgelände mit Badesee.
Der See hat in Nord-Süd-Richtung eine Länge von 980 Metern, die durchschnittliche Breite beträgt etwa 250 Meter. Rund um den See befinden sich etwa 17 Hektar Liegewiese mit Baumbestand, 4,75 Kilometer Spazier- und Fahrradwege, zwei Gaststätten mit Biergarten, zwei Beachvolleyballfelder, über 20 Tischtennisplatten sowie mehrere Kinderspielplätze und Grillgelegenheiten. Während der Badesaison besuchen bis zu 20.000 Menschen pro Tag den See und das Erholungsgebiet.
Unmittelbar nordwestlich des Badesees befindet sich ein Feuchtbiotop und ein kleinerer Baggersee, der Schallweiher.
Am Abfluss des Karlsfelder Sees wurde der Moosgraben und seine Uferbereiche naturgerecht neu gestaltet. Hiermit wird insbesondere das Lebensraumangebot für die bedrohte Helm-Azurjungfer, eine Libellenart, verbessert und zugleich eine wertvollen Magerwiese geschaffen.
Im Süden des Badesees befinden sich das Karlsfelder Hallenbad und das Zentrum des Sportvereins TSV Eintracht Karlsfeld e. V. mit Stadion, Gaststätte, Sporthalle und mehreren Sportplätzen.

#### Waldschwaigsee und weitere Naturflächen

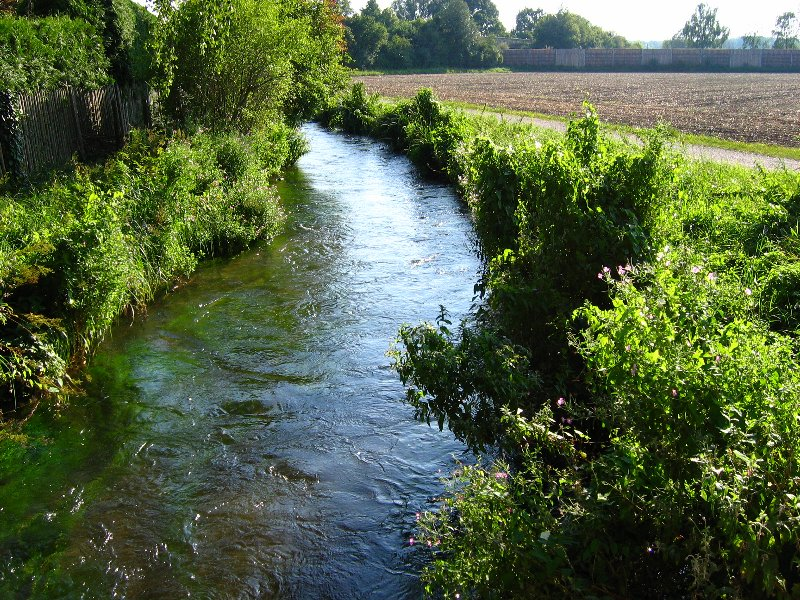
Würm bei Karlsfeld

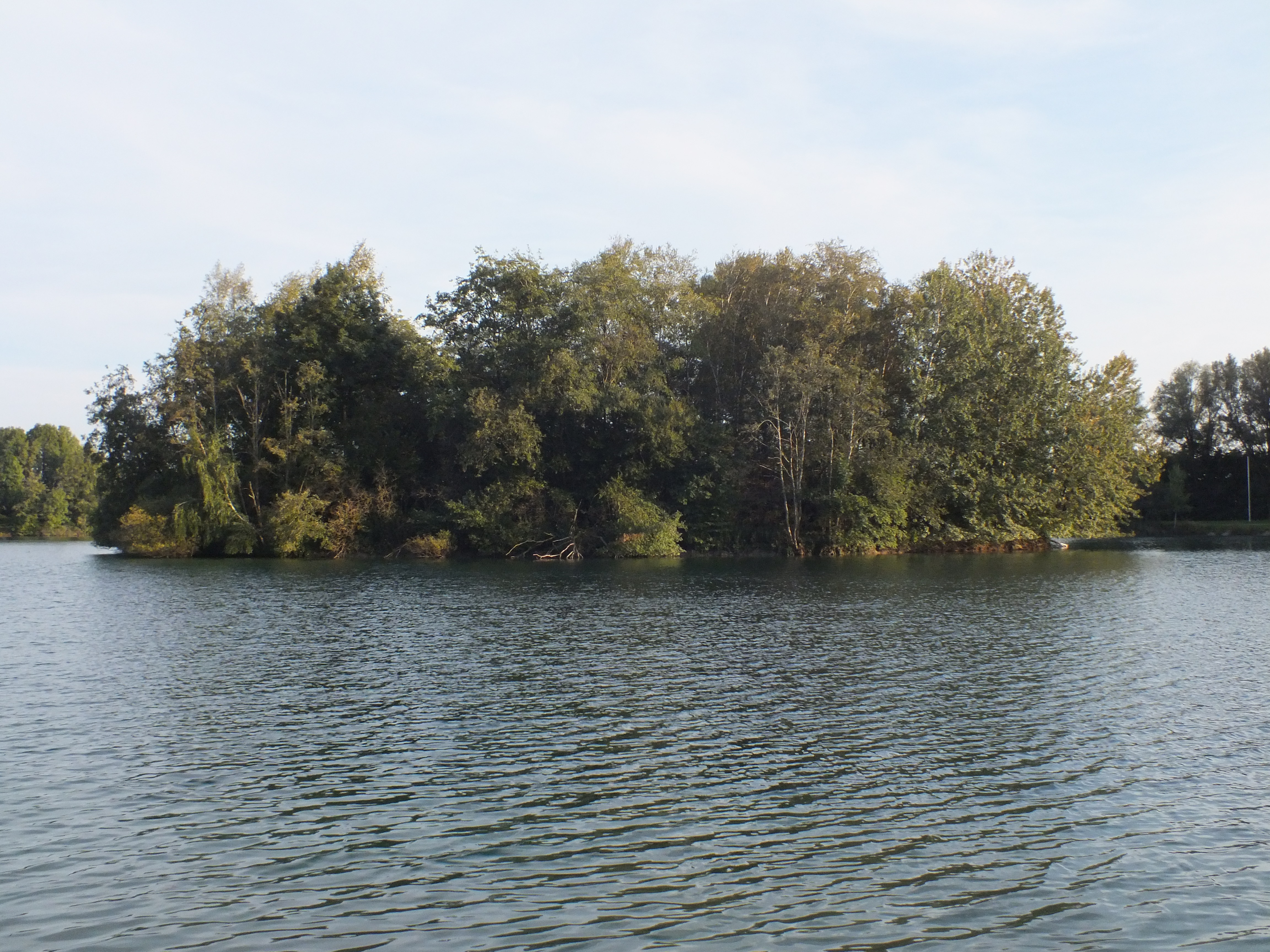
Waldschwaigsee

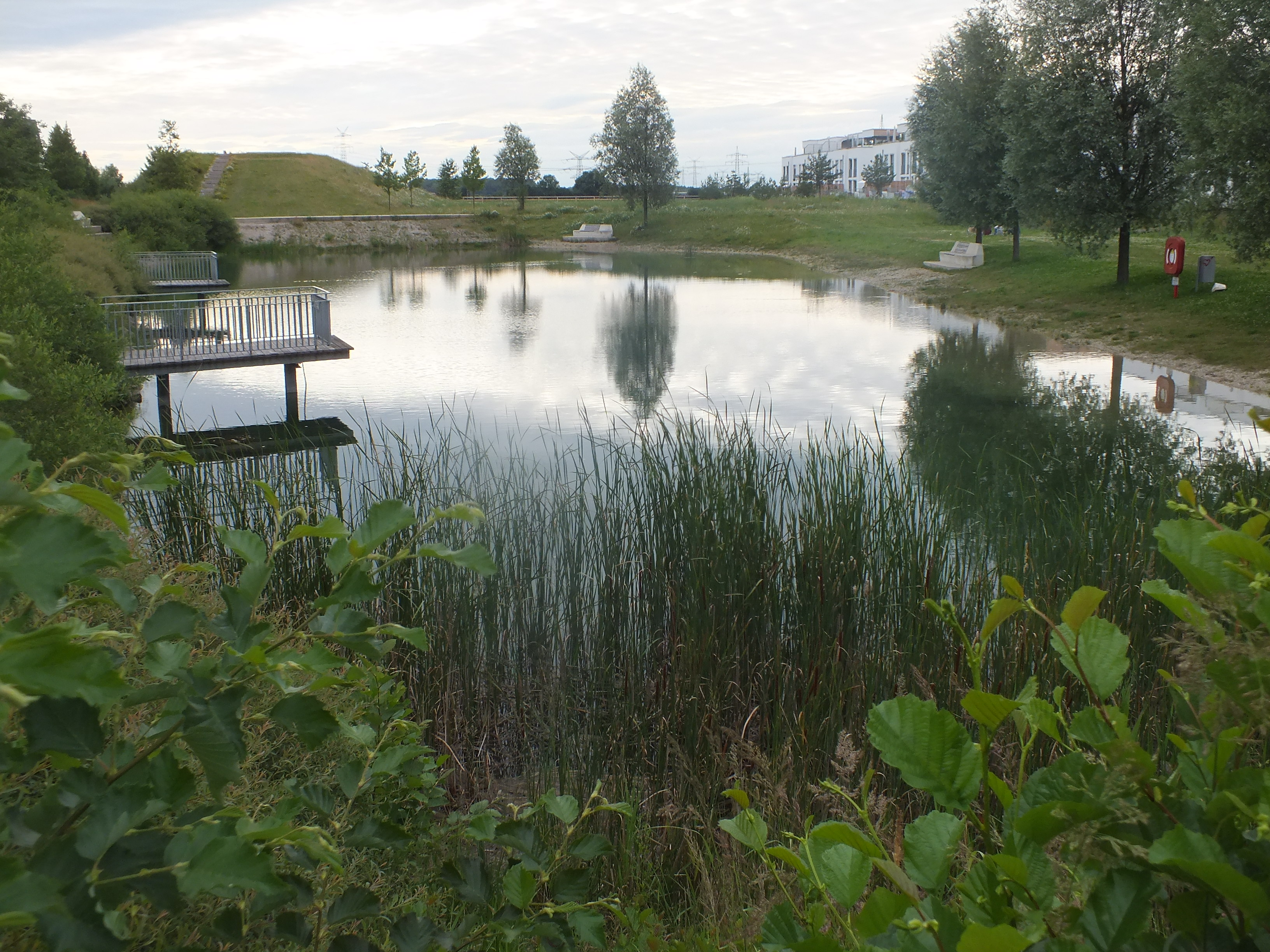
Prinzenpark

Im Nordwesten Karlsfelds befindet sich in einer Mooslandschaft der Waldschwaigsee mit einer Größe von etwa elf Hektar, der 1971 aus einer Kiesgrube entstand. Der Kies wurde damals für den Bau der Bundesstraße 471 benötigt. Der See ist Teil des Langwieder Mooses, einem Teilbereich des Dachauer Mooses. Die im See befindliche und seit 1975 unter Landschaftsschutz stehende Insel verleiht dem See ein durchaus als romantisch zu bezeichnendes Flair. Nördlich liegt zudem der Mückensee, direkt am Schwarzhölzl.
An der südlichen Grenze von Karlsfeld teilt sich die Würm auf in die Würm (Richtung Norden) und den Würmkanal (Richtung Osten, Grenze zu München bildend), der zum Nordmünchner Kanalsystem gehört. Sowohl Würm als auch Würmkanal sind zum großen Teil in einem Grünstreifen mit Baumbestand eingebettet und mit einem Uferweg versehen, der von Fußgängern und Fahrradfahrern gleichermaßen benutzt werden kann.
Direkt an der alten Würm befindet sich der Eichinger Weiher, ein kleiner, naturbelassener Grundwassersee, der 1936 zur Kiesentnahme für die BMW (heutiges MAN-Gelände am Würmkanal) ausgebaggert worden ist.
Folgt man dem Lauf der Würm bis in den Gemeindeteil Rothschwaige, dann trifft man auf den kleinen Schwaigerbachweiher. Der Weiher ist in den geschützten Landschaftsbestandteil „Schwaigerbachweiher mit Obstgarten und Auwaldresten zwischen Münchner Straße und Würm in Karlsfeld, Gemeindeteil Rothschwaige“ integriert. Dieser geschützte Landschaftsbestandteil umfasst eine Gesamtfläche von etwa 1,75 ha.
In Karlsfeld liegt der 30 ha große Prinzenpark.

## Geschichte

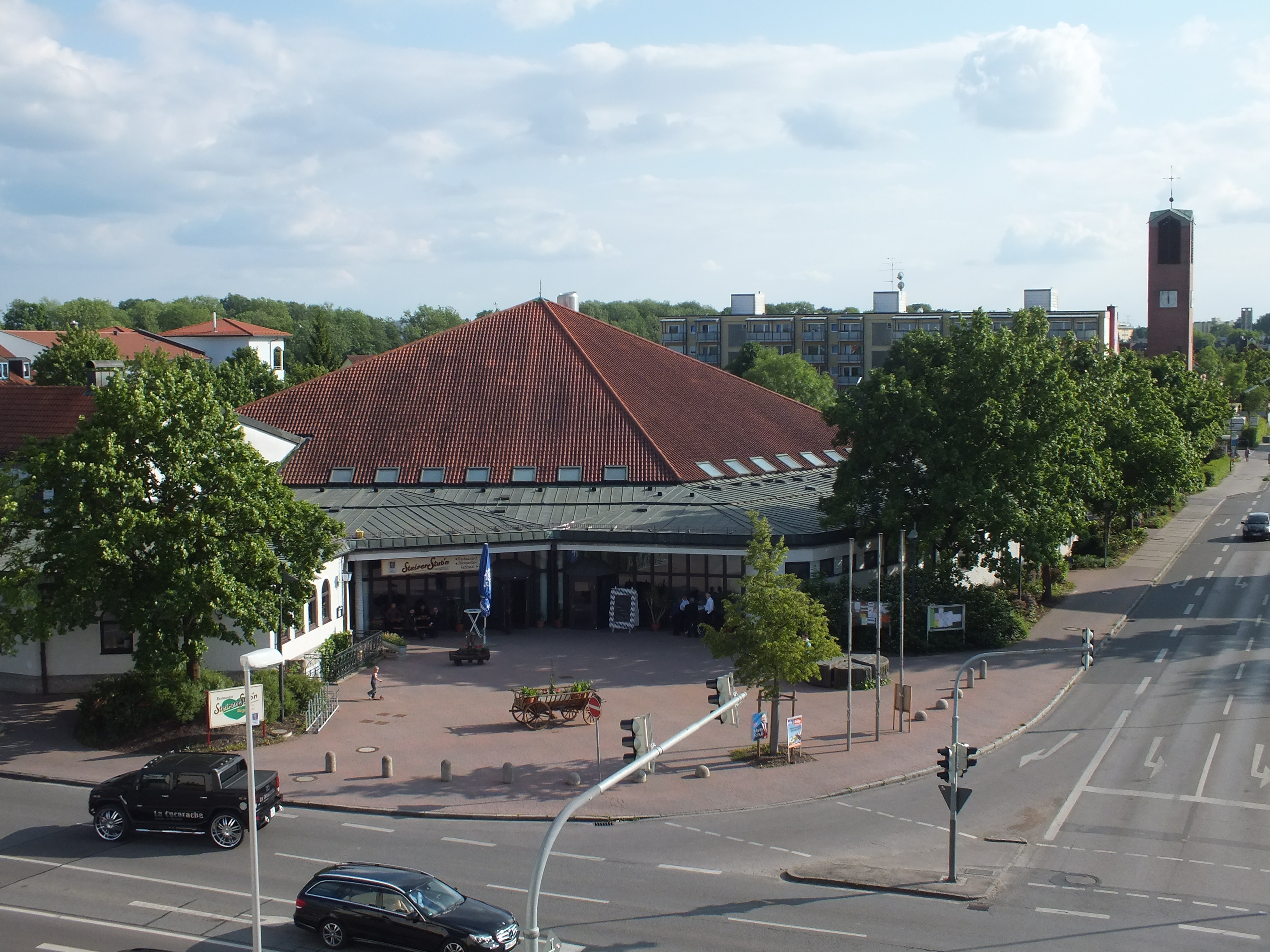
Bürgerhaus in Karlsfeld

Die Ansiedlung Rothschwaige, der bereits im 12. Jahrhundert erwähnte, älteste Ortsteil, war lange Zeit der einzige besiedelte Bereich auf dem heutigen Gemeindegebiet von Karlsfeld inmitten des Dachauer Mooses.
Im Zuge einer durch entsprechende Gesetzgebung angeregten Urbarmachung von Ödland und Moorbereichen in Bayern entstanden 1802 entlang der Straße von München nach Dachau drei nach drei Kindern des Kurfürsten und späteren Königs Max I. Joseph benannte Siedlungen: Ludwigsfeld, dessen Name auf den ältesten Sohn und späteren König Ludwig I. zurückgeht, das nach der ältesten Tochter des Herrschers Augusta benannte Augustenfeld und zwischen den beiden Karlsfeld, das seinen Namen dem zweitältesten Sohn, Karl Theodor, verdankt. Während sowohl Ludwigsfeld als auch Augustenfeld in ihren jeweils deutlich größeren Nachbarn München bzw. Dachau aufgegangen sind, hat Karlsfeld seine erst am 1. April 1939 erlangte Eigenständigkeit bis heute bewahren können.
Im Jahre 1802 bestand Karlsfeld nur aus acht Häusern mit 34 Einwohnern. Es dauerte bis 1900, bis Karlsfeld auf ca. 30 Häuser mit 170 Einwohnern wuchs.
Karlsfeld gehörte zur Gemeinde Augustenfeld, bis diese am 1. April 1939 aufgelöst wurde. An diesem Tag wurde die Gemeinde Karlsfeld gebildet, während der übrige Teil der bisherigen Gemeinde Augustenfeld in die Stadt Dachau eingemeindet wurde.
Im Jahre 1945 hatte Karlsfeld etwa 1500 Einwohner.
Am 1. Januar 1979 trat Karlsfeld ein kleines Gebiet mit mehr als 150 Einwohnern an die Kreisstadt Dachau ab.
Im Jahre 1999 erhielt Karlsfeld im Rahmen eines Flächentausches mit der Stadt München die Splittersiedlung „Am Burgfrieden“.
Seit Februar 2011 ist Karlsfeld Mitglied der „Westallianz“, eines Koordinationsgremiums von sechs Gemeinden, die entlang der Autobahn A 8 von München nach Augsburg liegen.

### Einwohnerstatistik
Zwischen 1988 und 2018 wuchs die Gemeinde von 14.130 auf 21.596 um 7.466 Einwohner bzw. um 52,8 % – der größte prozentuale Zuwachs aller bayerischen Gemeinden über 10.000 Einwohner im genannten Zeitraum.

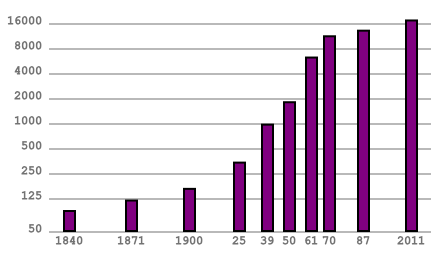
Halblogarithmisches Ergebnis von Volkszählung/Zensus

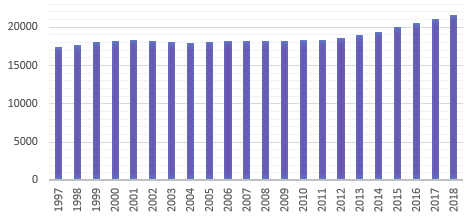
Jährliche Fortschreibung der Einwohnerzahl zum 31.12. von 1997 bis 2018

| Datum      | Einwohner | Jahre→Wachstum   | Ø Wachstum / Jahr |
| ---------- | --------- | ---------------- | ----------------- |
| 01.12.1840 | 92        |                  |                   |
| 01.12.1871 | 123       | 31 Jahre: + 34 % | + 0,9 %           |
| 01.12.1900 | 170       | 29 Jahre: + 28 % | + 1,1 %           |
| 16.06.1925 | 352       | 25 Jahre: +107 % | + 3,0 %           |
| 17.05.1939 | 1009      | 14 Jahre: +187 % | + 7,8 %           |
| 13.09.1950 | 1878      | 11 Jahre: + 86 % | + 5,8 %           |
| 06.06.1961 | 6482      | 11 Jahre: +245 % | +11,9 %           |
| 27.05.1970 | 11.687    | 9 Jahre: + 80 %  | + 6,8 %           |
| 25.05.1987 | 13.650    | 17 Jahre: + 17 % | + 0,9 %           |
| 09.05.2011 | 18.117    | 24 Jahre: + 33 % | + 1,2 %           |
| 31.12.2019 | 23.056    |                  |                   |

### Konfessionsstatistik
Gemäß der Volkszählung 2011 waren 42,7 % der Einwohner römisch-katholisch, 15,0 % evangelisch und 42,2 % waren konfessionslos, gehörten einer anderen Glaubensgemeinschaft an oder machten keine Angabe. Mit Stand 30. Juni 2018 waren von den 23.001 Einwohnern 36,3 % (8.338) katholisch, 11,5 % (2.656) evangelisch und 52,2 % (12.007) konfessionslos oder gehörten einer anderen Glaubensgemeinschaft an. Die Zahl der Protestanten und vor allem der Katholiken ist seitdem noch weiter gesunken. Mit Stand 30. Juni 2023 waren von den 22.127 Einwohnern 28,2 % katholisch, 10,0 % (2.212) evangelisch und 61,8 % (13.681) konfessionslos oder gehörten einer anderen Glaubensgemeinschaft an.
In Karlsfeld liegen Kirchen oder Zentren wie:
- kath. Kirche St. Anna
- christliche Gemeinde Karlsfeld
- ev. Korneliuskirche
- kath. Ludlkaplle (St. Maria und Josef)

## Politik

### Gemeinderat
Bei der Gemeinderatswahl 2020 waren aufgrund der gestiegenen Einwohnerzahl 30 Gemeinderäte zu wählen, statt bisher 24. Die Gemeinderatswahlen seit 2008 ergaben folgende Sitzverteilungen:
| Partei / Liste         | Sitze | Sitze | Sitze |
| Partei / Liste         | 2020  | 2014  | 2008  |
| ---------------------- | ----- | ----- | ----- |
| CSU                    | 13    | 12    | 12    |
| Grüne                  | 5     | −     | −     |
| SPD                    | 5     | 6     | 8     |
| Bündnis für Karlsfeld  | 5     | 5     | 4     |
| Freie Wähler Karlsfeld | 2     | 1     | −     |
| Gesamt                 | 30    | 24    | 24    |

### Bürgermeister
Erster Bürgermeister ist Stefan Kolbe (CSU).

### Wappen
| Wappen Gemeinde Karlsfeld | Blasonierung: „Gespalten von Grün und Gold; vorne ein silberner Rohrstängel mit zwei Blättern, hinten ein überdachter roter Ziehbrunnen mit Eimer und Kette.“ |
| Wappen Gemeinde Karlsfeld | Wappenbegründung: Der Mooskolben spielt auf die Lage der Gemeinde Karlsfeld im Dachauer Moos an. Das Gemeindegebiet galt früher als unbewohnbares Sumpfgebiet. Erst ab 1802 entstanden einzelne Kolonistenhäuser; die einzige ältere Siedlung ist die Rothschwaige, die auf das 12. Jahrhundert zurückgeht und von den Grafen von Dachau dem Kloster Indersdorf übergeben wurde. Der Brunnen ist redendes Bild für die altbayerische Familie Brunner und verweist auf historische Verbindungen zum Kloster Indersdorf, denn Pröpste des Augustinerchorherrenstifts entstammten der Familie Brunner. Der Ziehbrunnen als Familienwappen ist seit dem 15. Jahrhundert nachweisbar. Die politische Gemeinde Karlsfeld entstand erst 1939 durch Umbenennung der Gemeinde Augustenfeld in Karlsfeld bei Abtrennung von vier Gemeindeteilen, die in die Stadt Dachau eingemeindet wurden (Oberaugustenfeld, Obermoosschwaige, Polln, Unteraugustenfeld). Die einwohnerreiche Wohn- und Industriegemeinde zwischen München und Dachau entwickelte sich erst seit der Mitte des 20. Jahrhunderts. Dieses Wappen wird seit 1967 geführt. |

### Gemeindepartnerschaften
- Italien: Muro Lucano

## Kultur und Sehenswürdigkeiten

### Vereine
In Karlsfeld gibt es auch das Karlsfelder Sinfonieorchester e.V. und eine Musikschule.
Südwestlich des Karlsfelder Sees liegt der Sportpark TSV.

### Regelmäßige Veranstaltungen
Seit 1957 veranstaltet die Siedlergemeinschaft Karlsfeld-Nord das mittlerweile zehn Tage andauernde jährliche Siedlerfest. Nachdem es an den Karlsfelder See verlegt worden war, trug es von 1968 bis 2016 den Namen Siedler- und Seefest. Seit 1984 findet alljährlich der Karlsfelder Triathlon statt, ursprünglich noch an der benachbarten Regattastrecke, später dann am Karlsfelder See, der mit über tausend Teilnehmern zu den größten und ältesten Triathlon-Veranstaltungen in Bayern gehört.

## Wirtschaft und Infrastruktur

### Verkehr
Die Gemeinde ist verkehrseitig sehr gut sowohl an den Landkreis Dachau, an den Landkreis München und München angebunden.

#### Autoverkehr
Durch den Hauptort führt die Bundesstraße 304 (Münchner Straße), die München mit Dachau verbindet und mit durchschnittlich 35.550 Fahrzeugen täglich die stärkstbefahrene Straße des Landkreises ist. Südlich von Karlsfeld überquert sie den Autobahnring A 99 an der Anschlussstelle München-Ludwigsfeld. Weitere wichtige Straßen sind die Bajuwarenstraße nach Dachau-Ost (Staatsstraße 2063) und die Allacher Straße zum Bahnhof und nach Allach-Untermenzing. Bis auf die letztgenannten und die Münchner Straße in der Rothschwaige, die Neue Bayernwerkstraße, Nibelungenstraße und das Gewerbegebiet sind alle anderen Karlsfelder Straßen Tempo-30-Zonen.

#### Schienenverkehr

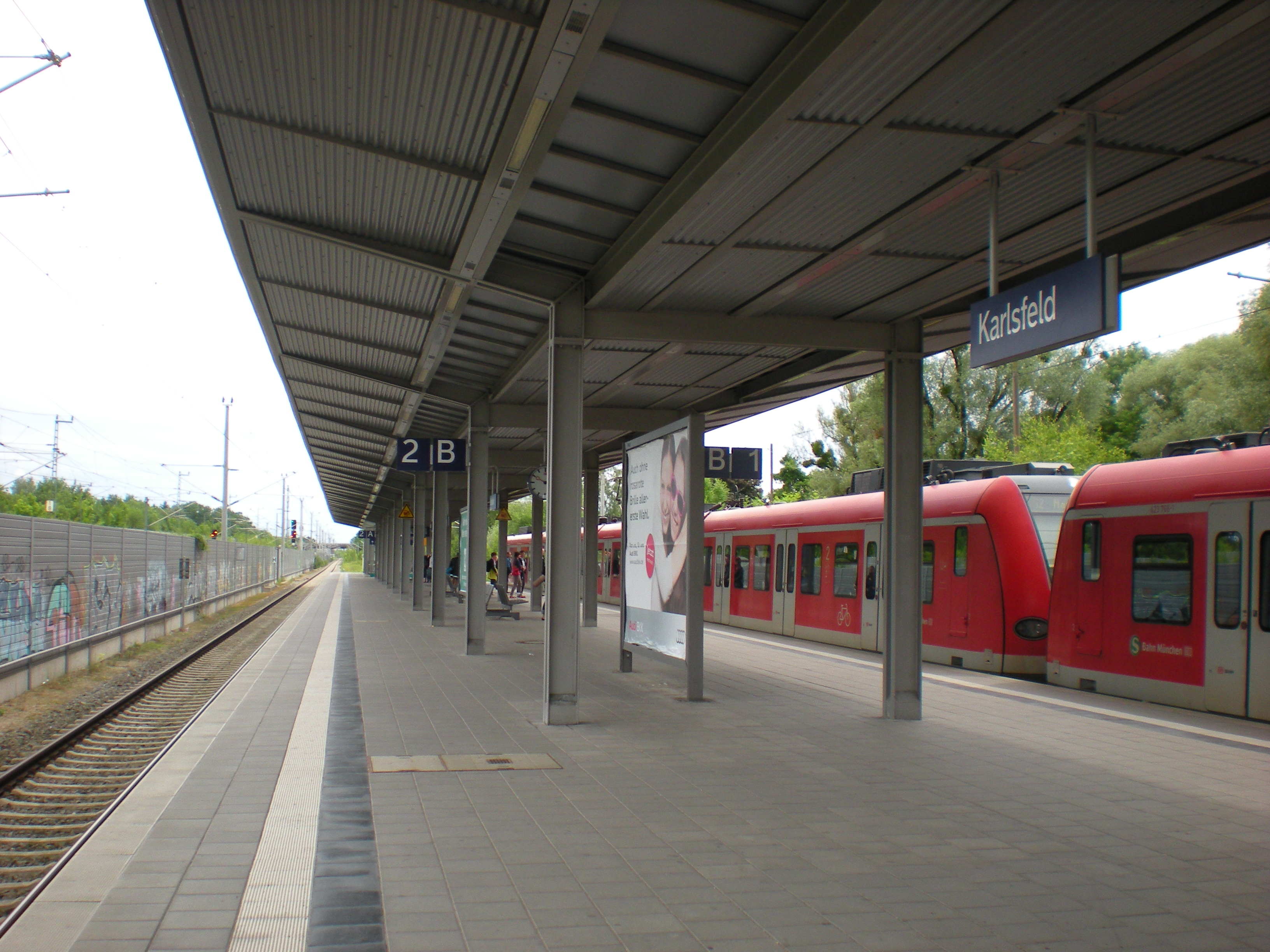
S-Bahnhof Karlsfeld

Die Gemeinde ist durch eine S-Bahn-Station der Linie S2 an das Münchner Schnellbahnnetz angeschlossen. Die Station befindet sich an der Bahnstrecke München–Treuchtlingen und liegt geografisch auf der Grenze zwischen München und Karlsfeld. Tariflich liegt die Station an der Grenze zwischen Zone M und 1 des MVV.
Karlsfeld ist Standort eines Bahnstromumformerwerks mit 100 MW Übertragungsleistung. Bemerkenswert ist, dass die Anlage nicht an einer Bahnlinie liegt.

#### Busverkehr
In Karlsfeld verkehren mehrere Buslinien im Binnenverkehr sowie nach Dachau, München und Region:
Regionalbusse (MVV):
- Linie 701: Karlsfeld Bhf – Rathaus – Schwarzhölzlstraße
- Linie 702: Karlsfeld Bhf – Dachau Bhf – Dachau Schulen
- Linie 703: Karlsfelder Straße – Krenmoosstraße – Dachau – Bergkirchen – Odelzhausen – Gaggers
- Linie 706: Vogelloh (München) – Krenmoosstraße – Dachau – Markt Indersdorf – Pipinsried – Schiltberg
- Linie 710: Dachau Bhf – Rothschwaige – Rathaus – München-Ludwigsfeld – München-Moosach Bhf
- Linie 711: Karlsfeld Bhf – Gewerbegebiet – Ludwig-Ganghofer-Straße – Karlsfeld Bhf
- Linie 712: Nachtbus und sonn- und feiertags: Karlsfeld Bhf – Gewerbegebiet – Gartenstraße – Schwarzhölzlstraße – Rothschwaige – Karlsfeld Bhf

Stadtbusse (MVG):
- Linie 172: Dachau Bhf – Karlsfeld – München-Feldmoching Bhf (– Am Hart)
- Linie 160: Bahnhof München-Pasing – München-Allach – München-Karlsfeld(West) – Gymnasium (im Bau) – Einkaufsmärkte – Gartenstraße
- Nachtbus N71: Westfriedhof (München)- München-Ludwigsfeld – Würmkanal – St.-Anna-Kirche – Falkenstraße – Rathaus – Würmkanal – Westfriedhof (München)

### Unternehmen und Gewerbegebiete

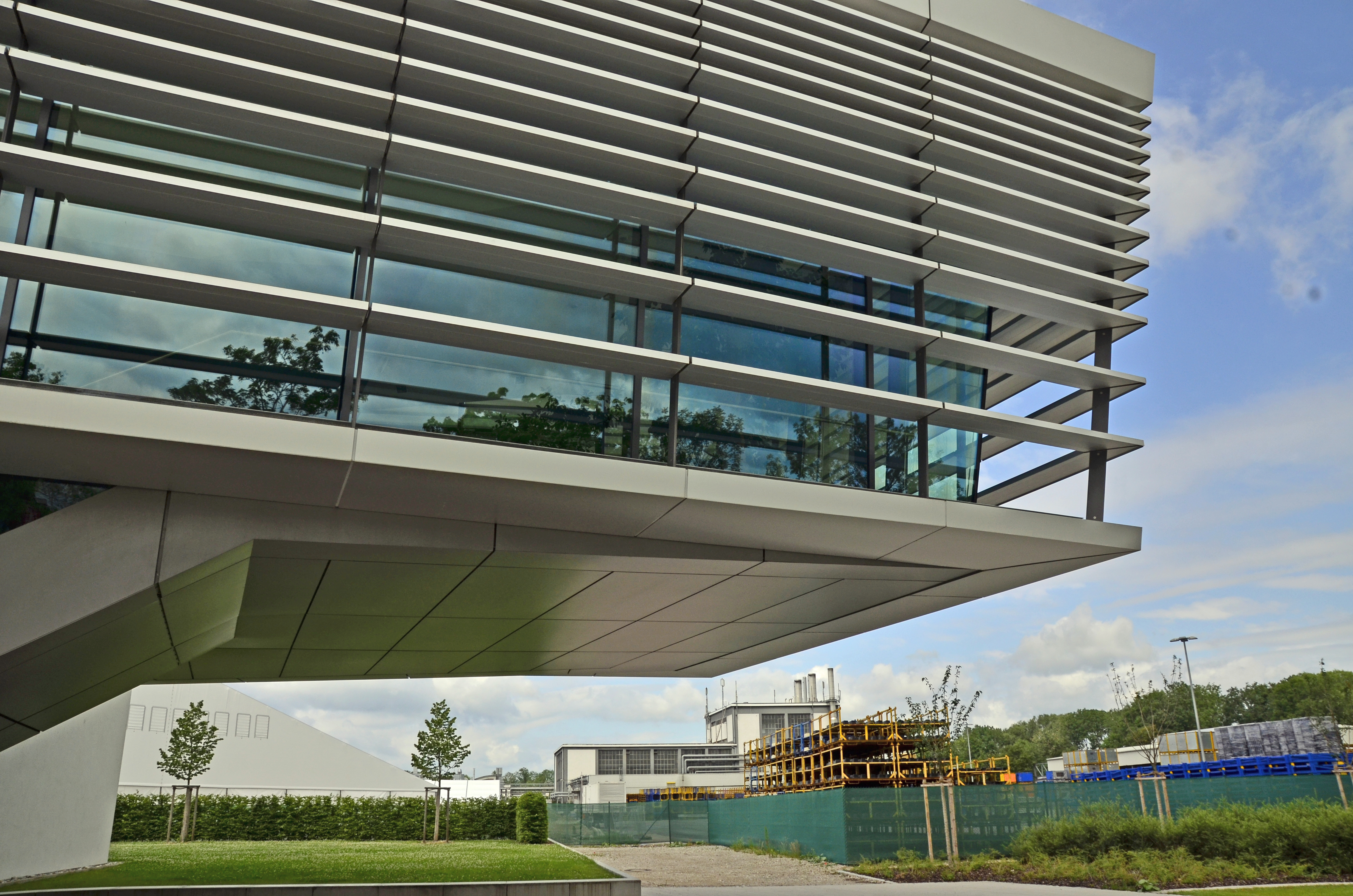
MAN-Schulungsgebäude

Direkt an das Ortsgebiet grenzen die zu München gehörenden Firmen MAN Truck & Bus AG und MTU Aero Engines. Diese bieten vielen Karlsfeldern einen nahen Arbeitsplatz. Weiterhin haben im Gewerbepark im Osten der Gemeinde die Spedition Logwin, ein Nachfolgeunternehmen des Kraftverkehr Bayern bzw. Südkraft eine Niederlassung. Außerdem gibt es dort die Artdeco Cosmetic GmbH, die zu den größten Kosmetikherstellern in Deutschland gehört. MAN Truck & Bus AG ist mit einigen Außenstellen (z. B. Werkstatt, Archiv oder Betriebskindergarten) ebenfalls ein wichtiger Arbeitgeber.
Mit der Erschließung des neuen Technologie- und Gewerbeparks „Prinzenpark West“ unmittelbar am Karlsfelder S-Bahnhof wurde begonnen. Auf einem Areal von ca. 50.000 m² wird hier die Errichtung eines großen Bürostandortes mit einer Nutzfläche von ca. 70.000 m² (verteilt auf fünf Baufelder) und einigen weiteren Nutzungen (Einzelhandel, Gastronomie, Hotel, betreutes Wohnen etc.) vorangetrieben. Zudem plant die Gemeinde die Ausweisung eines neuen Gewerbegebietes an der Nordgrenze der Gemeinde.

### Kommunikation
Karlsfeld verfügt über ein hervorragendes Breitbandnetz. Praktisch im gesamten Gemeindegebiet ist Vectoring (Download 50 bis 100 Mbit/s; Upload bis 10 bis 40 Mbit/s) möglich.

### Bildung
Gegenüber dem Bahnhof Karlsfeld hat sich die Fachoberschule (FOS) Karlsfeld im Gewerbegebiet am Prinzenpark niedergelassen. Im Schulzentrum Krenmoosstraße befinden sich eine Grundschule und die Mittelschule sowie Kindergärten (Träger BRK und katholische Kirche) und Hort. Ebenfalls im Schulzentrum ist die Volkshochschule Karlsfeld. Im westlichen Ortsbereich nahe dem S-Bahnhof befinden sich die Verbandsgrundschule München-Karlsfeld und ein weiterer Kindergarten, in den ein Hort integriert ist. Im Herbst 2025 eröffnet das Gymnasium Karlsfeld.

### Gesundheitsversorgung
Neben zahlreichen niedergelassenen Ärzten, verfügt Karlsfeld über ein zentrales und modernes Zentrum zur medizinischen Versorgung, das Gesundheitszentrum Karlsfeld.

## Persönlichkeiten

### Söhne und Töchter
- Herbert Märkl (* 1941), Verfahrensingenieur und Hochschullehrer

### Ehrenbürger
- Bruno Danzer (1924–2016), 1. Bürgermeister von 1960 bis 1990[25]
- Fritz Nustede (* 1939), 1. Bürgermeister von 1990 bis 2008